# Михаил Александрович Берлиоз
Михаи́л Алекса́ндрович Берлио́з — персонаж романа Михаила Булгакова «Мастер и Маргарита». Председатель правления МАССОЛИТа (Московской ассоциации литераторов).

## Описание
…Приблизительно сорокалетний, маленького роста, темноволос, упитан, лысоватый, аккуратно выбритое лицо.
Атеист и гордится этим. Начитан. К неверию в Бога приучал также молодого Ивана Бездомного. Появляется в начале произведения и после отвержения существования Бога слышит предсказание о своей собственной гибели, последовавшей тут же. Вслед за тем появляется во время празднества у Сатаны, где Воланд пьёт вино из его головы, превратившейся в чашу из-за неверия Берлиоза в бессмертие.
Михаил Александрович Берлиоз жил в коммунальной квартире по адресу Большая Садовая, 302 бис., кв. 50, которая неоднократно упоминается в романе и известна как «нехорошая квартира». В полном соответствии с рассчитанным Воландом гороскопом, обладал отменным здоровьем (не имел проблем до рокового вечера), был удачлив в делах (ввёл торговлю в храм искусства), несчастен в браке (жена сбежала от него с балетмейстером), не имел детей (единственный наследник — дядя в Киеве, товарищ Поплавский).
Михаила Александровича в романе неоднократно путают с композитором Гектором Берлиозом.
Существует точка зрения, что прототипом Берлиоза был Леопольд Авербах — литературный критик, глава литературной группировки РАПП. По другой из версий, прототипом послужил известный пролетарский поэт Демьян Бедный.
Гибель Берлиоза по времени совпадает с гибелью под трамваем литературного критика Карла Курона (1898—1929, настоящая фамилия Лицис), фанатичного приверженца партийного контроля над литературой. Некролог о гибели Курона был опубликован как отдельная вкладка в «Литературной энциклопедии», однако сам Курон был практически сразу забыт и даже не удостоился статьи в той же энциклопедии.

## Образ Берлиоза в кинематографе
| Название           | Страна             | Год  | Режиссёр           | В роли Берлиоза                           | Примечания           |
| ------------------ | ------------------ | ---- | ------------------ | ----------------------------------------- | -------------------- |
| Мастер и Маргарита | Италия · Югославия | 1972 | Александр Петрович | Фабиян Шовагович                          |                      |
| Мастер             | СССР               | 1987 | Ольга Кознова      | Олег Борисов                              | документальный фильм |
| Мастер и Маргарита | Польша             | 1988 | Мацей Войтышко     | Игор Пшегродский                          |                      |
| Мастер и Маргарита | Россия             | 1994 | Юрий Кара          | Михаил Данилов (озвучивает Сергей Юрский) |                      |
| Мастер и Маргарита | Россия             | 2005 | Владимир Бортко    | Александр Адабашьян                       | телесериал           |
| Мастер и Маргарита | Россия             | 2024 | Михаил Локшин      | Евгений Князев                            |                      |